# In the Name of Love (Martin Garrix e Bebe Rexha)
In the Name of Love è un singolo del DJ olandese Martin Garrix e della cantante statunitense Bebe Rexha, pubblicato il 29 luglio 2016.

## Descrizione
In the Name of Love è una brano descritto come un pezzo future bass, che contiene "una combinazione di strimpelli di pianoforte, basso e chitarra [che] forniscono percussioni in versi pudici".
Garrix e Rexha hanno usato FaceTime quando stava registrando la canzone poiché inizialmente non era in studio. I due si sono poi riuniti per finirlo.
Garrix ha debuttato la canzone suonandola sul suo set nel marzo 2016 all'Ultra Music Festival 2016.  Ha annunciato l'uscita della canzone il 24 luglio 2016 tramite i suoi account sui social media e un'intervista a Tomorrowland 2016 .  In un'intervista, ha detto che "l'album è finito" e questa canzone sarebbe apparsa come il primo singolo del suo prossimo album su cui ha detto che stava lavorando.  Era la prima traccia rilasciata dal suo accordo con Sony Music che sarebbe stata distribuita anche da quest'ultima.
Quando gli è stato chiesto perché avesse scelto Bebe Rexha per la collaborazione, Garrix ha detto: "Prima di tutto, mi piace sentire la sua voce. L'ho incontrata all'inizio di quest'anno a Los Angeles. Mi ha suonato alcuni dei suoi demo e subito dopo la prima canzone , Mi sono innamorato della sua voce perché è così unica è così diversa. Il team ed io stavamo facendo un brainstorming e poi Bebe ha finito per farlo, con un sacco di invii avanti e indietro, un sacco di plasmare e rifinire la canzone e poi finalmente abbiamo ha inventato la versione come la conosce il mondo in questo momento.

## Tracce
1. In the Name of Love – 3:19 (Martijn Garritsen, Matthew Radosevich, Ruth-Anne Cunningham, Stephen Philibin, Ilsey Juber, Bebe Rexha, Yael Nahar)

## Classifiche

### Classifiche settimanali
| Classifica (2016) | Posizione massima |
| ----------------- | ----------------- |
| Australia         | 8                 |
| Austria           | 9                 |
| Belgio (Fiandre)  | 13                |
| Belgio (Vallonia) | 15                |
| Canada            | 19                |
| Danimarca         | 8                 |
| Finlandia         | 9                 |
| Francia           | 26                |
| Germania          | 14                |
| Irlanda           | 7                 |
| Italia            | 10                |
| Lettonia          | 10                |
| Libano            | 13                |
| Messico           | 1                 |
| Nuova Zelanda     | 8                 |
| Norvegia          | 5                 |
| Paesi Bassi       | 4                 |
| Polonia           | 65                |
| Portogallo        | 7                 |
| Regno Unito       | 9                 |
| Repubblica Ceca   | 6                 |
| Slovacchia        | 5                 |
| Slovenia          | 34                |
| Spagna            | 14                |
| Stati Uniti       | 24                |
| Svezia            | 9                 |
| Svizzera          | 10                |
| Ungheria          | 11                |

### Classifiche di fine anno
| Classifica (2016) | Posizione |
| ----------------- | --------- |
| Australia         | 65        |
| Austria           | 47        |
| Belgio (Fiandre)  | 58        |
| Belgio (Vallonia) | 77        |
| Canada            | 81        |
| Danimarca         | 68        |
| Francia           | 88        |
| Germania          | 60        |
| Italia            | 55        |
| Paesi Bassi       | 28        |
| Regno Unito       | 60        |
| Svezia            | 68        |
| Svizzera          | 69        |
| Classifica (2017) | Posizione |
| Brasile           | 121       |
| Italia            | 99        |
| Portogallo        | 96        |
| Ungheria          | 86        |